# Eulogio Martínez
Eulogio Martínez Ramiro (Assunção, 11 de junho de 1935 – Barcelona, 30 de setembro de 1984) foi um futebolista paraguaio naturalizado espanhol.

## Carreira em clubes

### Libertad
Debutou em 1953, no tradicional Libertad. No ano seguinte, já estava na Seleção Paraguaia,[carece de fontes?] e, outro ano depois, faturou o campeonato paraguaio. Em 1956, foi jogar na Europa, contratado pelo Barcelona.

### Barcelona
Na Catalunha, passou a ser mais reconhecido pelo prenome e fez sucesso: jogou seis anos no Barça, marcando 62 vezes em 111 partidas, além de faturar seis torneios oficiais: foi campeão do campeonato espanhol, da Copa do Rei (então Copa do Generalíssimo) e da Taça das Cidades com Feiras duas vezes em cada um, além de passar a defender a própria Seleção Espanhola no período.

### Elche e CE Europa
Em 1962, após ter disputado a Copa do Mundo do ano pela Espanha, Eulogio foi jogar no pequeno Elche, onde ficou dois anos. Voltou a uma equipe grande em 1964, contratado pelo Atlético de Madrid. A equipe da capital faturou a Copa do Generalíssimo, mas, fora do time titular, o paraguaio regressou à Barcelona, mas como jogador do minúsculo Europa, onde aposentou-se em 1966. E na cidade onde se consagrara ele veio a falecer, em 1984.

## Seleção(ões)

### Paraguai
Martínez debutou pelo Seleçao Paraguaia em 1954, estreando contra o Brasil, pelas eliminatórias para a Copa do Mundo de 1954. Ele acabou marcando o único gol paraguaio nos dois confrontos, ambos vencidos pelos brasileiros, que assim ficaram com a vaga no mundial. No ano seguinte, disputou o Sul-Americano pela Albirroja. Sua ida para a Europa significou o fim de suas convocações pelo Paraguai, pelo qual fez 4 gols em 9 partidas.

### Espanha
Em 1959, após três anos destacando-se no Barcelona, fez seu primeiro jogo pela Seleção Espanhola, jogando uma série de amistosos entre aquele ano e o seguinte. Em 1962, foi lembrado na convocação para a Copa do Mundo do Chile mesmo sem ter participado das eliminatórias. Jogou apenas a partida inicial, na derrota para a Tchecoslováquia, no que foi seu último jogo pela Espanha.[carece de fontes?] Não jogaria mais pela Furia (pelo qual marcara 6 vezes em apenas 8 partidas) por imposição da FIFA, que determinara que aquela Copa seria a última vez que permitiria a jogadores atuarem por outro país que não o primeira pelo qual já jogara.
Pelo mesmo motivo, outros participantes daquele mundial também deixaram de atuar por suas segundas seleções: da Itália, o brasileiro José João Altafini e os argentinos Humberto Maschio e Omar Sívori. Da Espanha, ele, o magiar Ferenc Puskás e outros dois sul-americanos, o argentino Alfredo Di Stéfano (que, lesionado, nem sequer pôde disputar o torneio) e o uruguaio Santamaría.

## Títulos
Libertad
- Campeonato Paraguaio: 1955

Barcelona
- Campeonato Espanhol: 1958/59, 1959/60
- Copa do Rei: 1956/57, 1958/59
- Taça das Cidades com Feiras: 1955/58, 1958/60

Atlético de Madrid
- Copa do Rei: 1964/65